# Karimabad (Hunza)
Karimabad, anciennement Baltit, est une ville pakistanaise, la plus importante de la vallée de la Hunza, dans le massif du Karakoram.

## Histoire
Karimabad, alors connu sous le nom de Baltit, était à l'origine sous le règne monarchique du Mir (en) de Hunza. Le fort de Baltit a été construit à cette époque pour servir de palais. La localité était connue pour son trafic d'esclaves et comme un arrêt de caravanes. Baltit a servi de capitale de la vallée de la Hunza pendant plus de 750 ans, jusqu'au milieu du XXe siècle. Après que le Pakistan est devenu un pays indépendant en 1947, la province de Hunza contrôlée par le Mir l'a rejoint. Plus tôt, la capitale avait été déplacée de Baltit vers la partie basse des collines à Karimabad où de nouveaux bâtiments ont été érigés et elle est devenue la nouvelle capitale. La ville s'est développée en un endroit touristique, après le développement de la route de Karakoram, avec un certain nombre de complexes commerciaux dans l'artisanat, les hôtels, les restaurants et les agences de voyages.

## Géographie

### Situation
La ville de Karimabad est située sur la rive droite de la rivière Hunza, dans le Cachemire pakistanais, à 2 500 m d'altitude. Elle est construite sur de grandes terrasses séparées par de hauts murs de pierre.
Elle était une halte pour les caravanes qui voyageaient entre l'Hindou Kouch et la vallée du Cachemire. Elle est entourée par le Rakaposhi (7 600 m) et des glaciers comme l'Ulter Nala comme toile de fond avec des gorges profondes.

### Faune et flore
La végétation florale à l'état sauvage se compose de roses, de pensées, de lys, de zinnias et de cosmos, ainsi que d'arbres tels que la pommier, l'abricotier, le noyer, le mûrier, le saule, le sapin et le peuplier.
La faune est constituée par le bouquetin, le canard, le renard à rayures rouges, la panthère des neiges, le markhor et le yak.

## Économie
L'économie dépend de l'agriculture avec des cultures telles que le riz, le maïs, les fruits et les légumes cultivés dans des zones irriguées.

## Lieux et monuments
Les points de repère autour de la ville sont le fort de Baltit, le monument de reine Victoria, les canaux d'irrigation, les montagnes enneigées du Rakaposhi et les glaciers d'Ulter Nala.

## Source de la traduction
- (en) Cet article est partiellement ou en totalité issu de l’article de Wikipédia en anglais intitulé « Karimabad, Pakistan » (voir la liste des auteurs).